# 小松島市立小松島中学校
小松島市小松島中学校（こまつしましこまつしまちゅうがっこう）は、徳島県小松島市日開野町にある公立中学校。通称は「松中」（まっちゅう）。

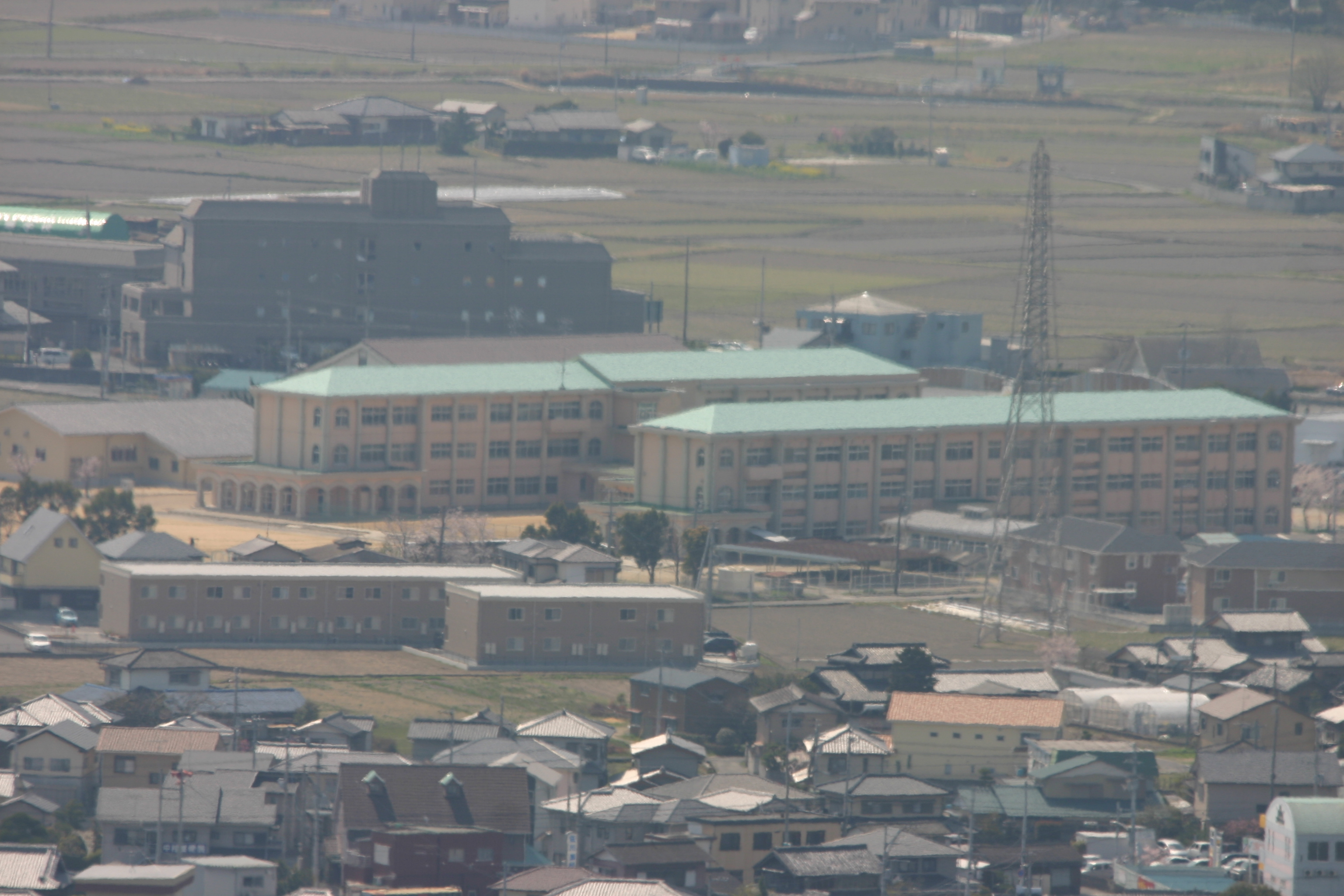
日峰山から望んだ小松島中学校遠景

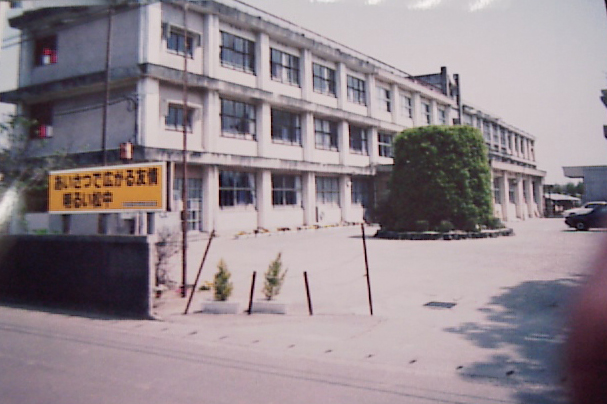
改装前の校舎とロータリー付近

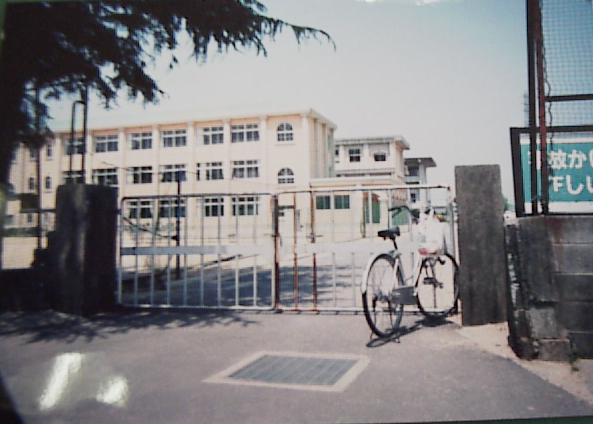
改装前の校舎の南門から近景

## 基礎データ
全校生徒数
- ○人

全卒業生数　
- ○人

最寄駅
- 四国旅客鉄道牟岐線南小松島駅

最寄バス停
- 徳島バス日開野東バス停
- ジェイアール四国バス・徳島バス・海部観光小松島バス停

## 沿革
- 1947年（昭和22年）4月1日 - 学制改革により、勝浦郡小松島町小松島中学校を創立。
- 1951年 - 市制実施に伴い、小松島市立小松島中学校と改称。
- 1957年（昭和32年）3月5日 - 校歌制定。
- 1997年（平成9年）6月7日 - 創立50周年記念式典を挙行。松中賛歌「青春のアルバム」制定。

## 校歌
- 作詞：西條八十 / 作曲：堀内敬三

## 小松島中学校創立50周年記念賛歌『青春のアルバム』
- 作詞：東根泰章 / 作曲・編曲：小杉仁三

## 教育目標
校訓を基盤に人権を尊重し、21世紀を強く、正しく生きる知性と行動力を持ち、環境保全に尽くし、文化の進展に寄与する感性豊かな生徒の育成をめざす。

## 校訓
- 自主
- 真理
- 協調
- 勤労
- 健康

## 学校周辺
- 徳島県立小松島高等学校
- 徳島県立小松島西高等学校
- 四国八十八ヶ所
  - 十八番札所恩山寺
- 旗山（源義経の騎馬像）

## 部活動
運動部
- テニス部（男・女）
- サッカー部
- 野球部
- バスケットボール部（男・女）
- バレー部（男・女）
- 剣道部
- 柔道部
- 陸上部
- 卓球部
- 新体操部(男・女)
- バドミントン部

文化部
- 吹奏楽部
- 美術部
- 科学部

## 著名な卒業生
- 港龍安啓（元力士）
- 大家正喜（アトランタオリンピックマラソン代表）
- 牛田成樹（プロ野球選手）
- 斎藤雅俊（野球選手）

大杉漣(俳優)

## 通学区域が隣接している学校
- 小松島市立小松島南中学校
- 徳島市南部中学校